# Ridderorden in Rwanda
Rwanda was een Afrikaans koninkrijk geregeerd door Mwami (koning) Mutara III van Rwanda. Hij werd in 1959 opgevolgd door Kigeri V. De koning werd in 1960 verdreven. Na de onafhankelijkheid van België in 1962 heeft Rwanda, inmiddels een republiek drie ridderorden ingesteld.
Het is niet bekend of de koningen een eigen ridderorde bezaten.

## Ridderorden van de republiek
- De Nationale Orde van de Revolutie (Ordre National de la Revolution)
- De Nationale Orde van de Vrede (Ordre National de la Paix)
- De Nationale Orde van Rwanda (Ordre National du Rwanda)
- De Nationale Orde van de Duizend Heuvels (Ordre National des Milles Collines)
- De Orde van de Grote Meren